# Bahía Laura
Bahía Laura est une localité argentine située dans le département de Deseado, dans la province de Santa Cruz. Son origine est liée à l'extension de la ligne télégraphique qui reliait General Conesa (province de Río Negro) à Cabo Vírgenes (Santa Cruz) entre 1899 et 1903. Lorsque ces travaux ont été réalisés, un grand nombre de colonies ont été créées le long de la côte patagonienne, certaines comme Caleta Olivia ont pu se développer, d'autres comme Mazaredo et Bahía Laura n'ont pas pu se développer et ont finalement été abandonnées.

## Histoire

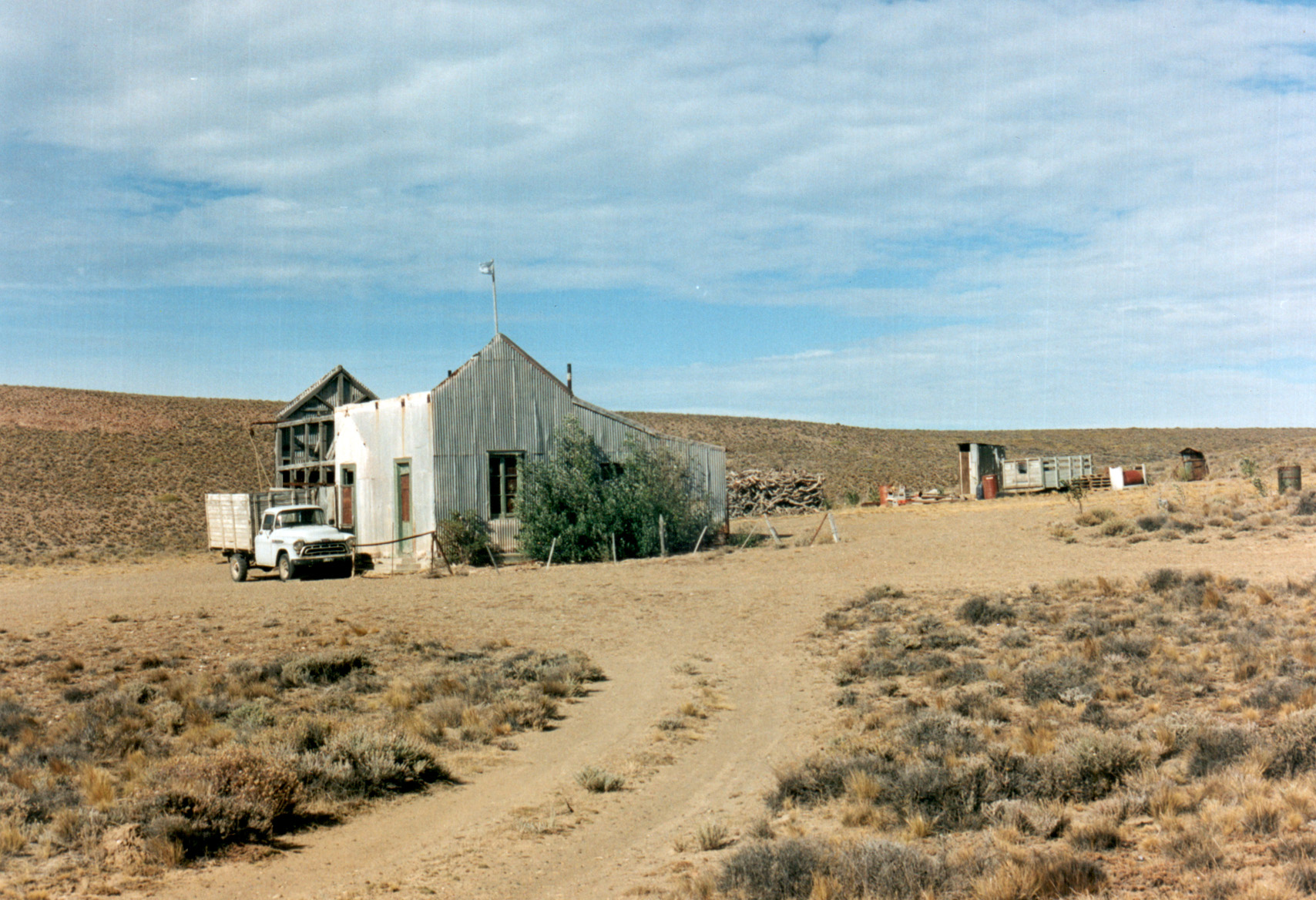
Vue de l'ancien bâtiment du télégraphe à Laura Bay (photo prise en janvier 1999).

Bahía Laura a été créée comme bureau de télégraphe et de poste le 11 mars 1902. Il servait également de base de garde-barrière pour l'entretien de la ligne télégraphique. Le premier bâtiment construit a été le bureau, qui était une cabane en bois doublée de tôles de zinc ondulées, avec 5 pièces, où vivait également le personnel. Le 14 octobre 1909, ce même bureau est transformé en bureau d'inscription, afin de permettre aux hommes qui atteignent l'âge de 18 ans de s'inscrire pour obtenir leur livret d'inscription.
Le 13 juillet 1921, par décret national et conformément au projet formulé par la Direction des terres et des colonies, une série de villes, de colonies agricoles, pastorales et mixtes ont été créées dans les territoires nationaux, dont Bahía Laura. Une superficie de 2 000 hectares a été réservée à cet effet. Dans les premières décennies du XXe siècle, un petit village s'est formé, qui fournissait des services aux ranchs de la région et vivait des voyageurs qui traversaient la route côtière. Elle comptait deux petits hôtels et jusqu'à 25 maisons en 1923. C'est de cette ville que partait la production animale de la région (presque exclusivement de la laine et dans une moindre mesure du cuir), ainsi que le guano collecté sur la côte auprès des oiseaux marins.
Au milieu des années 1930, la ville avait perdu son élan, principalement en raison du manque de vitalité du port, celui-ci ayant été annulé par les ports de San Julián et de Deseado. Au cours des décennies suivantes, la ville a cessé d'être utilisée pour les expéditions de laine et la route vers le sud a été déplacée vers l'intérieur des terres, ce qui l'a rendue de plus en plus isolée. Il est progressivement devenu inhabité, seul le bureau de poste subsistait le 30 avril 1964, pour finalement fermer le 16 mai 1975.

## Situation géomorphologique
Le village était situé dans une large baie dont la limite nord est Cabo Guardián et la limite sud est Punta Mercedes. Le rivage de la baie proprement dite (c'est-à-dire la baie Laura) est formé par de nombreux gradins constitués de brins successifs de plage de galets avec un mélange de tumulus de coquillages du Pléistocène et de l'Holocène.

## Réserve naturelle provinciale intangible
Quelques années après l'abandon définitif de la colonie, la réserve naturelle provinciale intangible Bahía Laura a été créée par le décret provincial 1561 de 1977. L'objectif de la réserve est la préservation des espèces et de la diversité génétique, et vise spécifiquement la conservation des colonies d'une grande diversité d'oiseaux de mer,.